# Honoré-Louis Umbricht
Honoré-Louis Umbricht (Obernai, 1860 - Saint-Arnoult-en-Yvelines, 1943) est un peintre français.

## Biographie
Honoré Umbricht a fait des études à l'école des Beaux-Arts de Paris. Lors de sa mort, sa dépouille fut ramenée en Alsace et repose au cimetière d'Obernai.

## Œuvres
- Portrait de François Boucher, archiviste (Musée Charles de Bruyères à Remiremont)
- Autoportrait (Musée d'art moderne et contemporain de Strasbourg)
- Nature morte aux poissons (Musée d'art moderne et contemporain de Strasbourg)
- Portrait d'homme (Musée d'art moderne et contemporain de Strasbourg)
- Le Bûcheron dans la Forêt de Klingenthal (1883) (conservé à l'Hôtel de Ville d'Obernai)
- Le Portrait d’Enfant (1884) (conservé à l'Hôtel de Ville d'Obernai)